# オリジナル・クール
『オリジナル・クール』 (ORIGINAL COOL) とはアメリカのロカビリーバンド、ストレイ・キャッツが1993年にリリースしたアルバム。

## 解説
日本企画によるカバーアルバムである。カバー曲の中心は主にロカビリー、ロックンロールのスタンダードナンバー。ジェフ・バクスターがプロデュースおよびアコースティック・ギターとスティール・ギターの演奏で参加した。
このアルバムがリリースされる前年にストレイ・キャッツは再び活動停止をした。

## 収録曲
1. サムシン・エルス - Somethin' Else
2. オー・ボーイ - Oh, Boy!
3. トゥエンティー・フライト・ロック - Twenty-Flight Rock
4. アイ・フォート・ザ・ロウ - I Fought the Law
5. ロンサム・ティアーズ - Lonesome Tears
6. ユア・トゥルー・ラブ - Your True Love
7. ビー・バップ・ア・ルーラ - Be-Bop-A-Lula
8. ブルー・ジーン・バップ - Blue Jean Bop
9. 好きにならずにいられない - Can't Help Falling in Love
10. フライング・ソーサー・ロックンロール - Flying Saucer Rock N' Roll
11. トレイン・ケプト・ア・ローリン - Train Kept A Rollin'
12. ストゥッド・アップ - Stood Up
13. レット・イット・ロック - Let It Rock
14. お前が欲しくて - Trying to Get to You
15. チェット・ディティ(ヒィドゥン・チャームス) - Chet Ditty [Hidden Charms]